# 明斯克之門

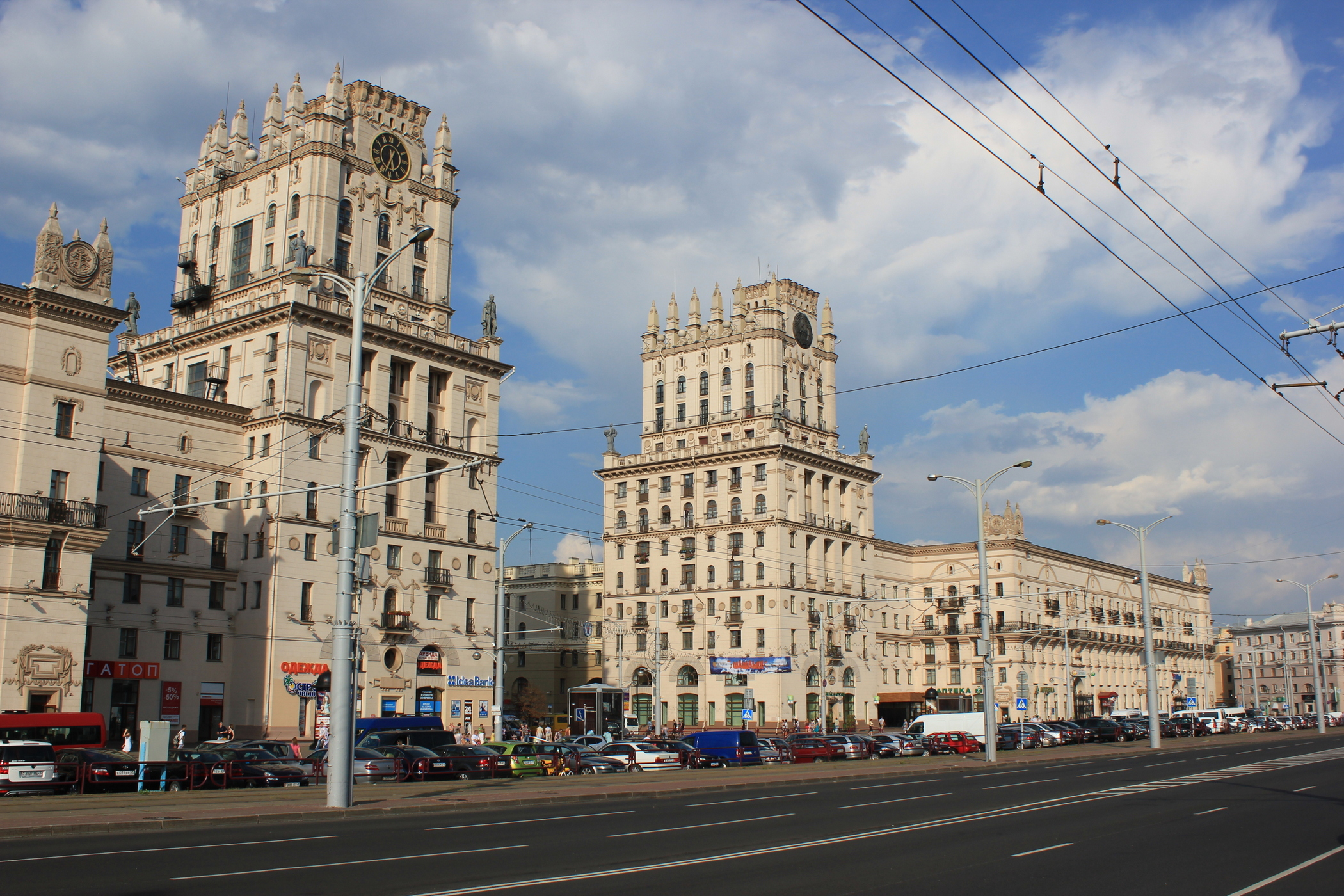
明斯克之門

明斯克之門是白俄羅斯首都明斯克的一座建築，位於明斯克火車站前。明斯克之門是一座斯大林式建築，修建於1947年至1952年期間。明斯克之門的主要部分是公寓，但也有部分面積用於餐廳、咖啡館等設施。